# Фрост/Никсън
„Фрост/Никсън“ (на английски: Frost/Nixon) е историческа драма от 2008 г. на режисьора Рон Хауърд, базиран на едноименната пиеса от 2006 г. написана от Питър Морган, който също адаптира сценария. Филмът разказва историята на зад интервютата на Фрост и Никсън през 1977 г. Копродукция между САЩ, Великобритания и Франция, филмът е продуциран за Universal Pictures от Хауърд, Брайън Грейзър от Imagine Entertainment, и Тим Беван и Ерик Фелнър за „Уъркинг Тайтъл Филмс“, и получи пет номинации за „Оскар“, включително за най-добър филм, най-добра режисура и най-добра мъжка роля.